# Campeonato Mundial de Remo de 2005
El XXXV Campeonato Mundial de Remo se celebró en Kaizu (Japón) entre el 29 de agosto y el 4 de septiembre de 2005 bajo la organización de la Federación Internacional de Sociedades de Remo (FISA) y la Federación Japonesa de Remo.
Las competiciones se realizaron en el Canal de Regatas Internacional Nagaragawa.

## Medallistas

### Masculino
| Evento                         | Oro | Plata | Bronce |
| ------------------------------ | --- | --- | --- |
| Scull individual M1X           | Mahé Drysdale Nueva Zelanda 7:16,42 | Olaf Tufte · Noruega · 7:18,34 | Ondřej Synek · República Checa · 7:21,12 |
| Doble scull M2X                | Luka Špik Iztok Čop Eslovenia 6:37,61 | Federico Gattinoni · Luca Ghezzi · Italia · 6:37,96 | Christian Schreiber · René Burmeister · Alemania · 6:46,71 |
| Cuatro scull M4X               | Konrad Wasielewski · Marek Kolbowicz · Michał Jeliński · Adam Korol · Polonia · 5:34,96                                                                                               | Matej Prelog Davor Mizerit Luka Špik Iztok Čop Eslovenia 5:35,45 | Jüri Jaanson Leonid Gulov Tõnu Endrekson Andrei Jämsä Estonia 5:36,61 |
| Dos sin timonel M2-            | Nathan Twaddle George Bridgewater Nueva Zelanda 6:52,51 | Ramon di Clemente Donovan Cech Sudáfrica 6:55,52 | Luca Agamennoni · Dario Lari · Italia · 6:57,29 |
| Dos con timonel M2+            | Hardy Cubasch Samuel Conrad Marc Douez (t) Australia 7:16,61 | Dario Cerasola · Edoardo Verzotti · Manuel Berlingerio (t) · Italia · 7:23,22 | Jordan Smith Micah Boyd Chase Phillips (t) Estados Unidos 7:26,22 |
| Cuatro sin timonel M4-         | Stephen Williams Peter Reed Alexander Partridge Andrew Triggs Hodge Reino Unido 6:11,59                                                                                               | Geert Cirkel · Jan-Willem Gabriëls · Matthijs Vellenga · Gijs Vermeulen · Países Bajos · 6:13,23                                                                                            | Robert Weitemeyer · Peter Dembicki · Andrew Ireland · Kristopher McDaniel · Canadá · 6:16,02                                                                                    |
| Cuatro con timonel M4+         | Nicolas Podpovitny Vincent Durupt Johnatan Mathis Lionel Jacquiot Nicolas Majerus (t) Francia 6:02,42                                                                                 | Troy Kepper Matthew Hughes Patrick Sullivan Brett Newlin Marcus McElhenney (t) Estados Unidos 6:03,44                                                                                       | Toni Seifert · Matthias Flach · Johannes Doberschütz · Falk Müller · Martin Sauer (t) · Alemania · 6:06,01                                                                      |
| Ocho con timonel M8+           | Paul Daniels Matt Deakin Steven Coppola Michael Blomquist Daniel Beery Joshua Inman Bryan Volpenhein Beau Hoopman Marcus McElhenney (t) Estados Unidos 5:22,75                        | Lorenzo Carboncini · Niccolò Mornati · Pierpaolo Frattini · Valerio Pinton · Mario Palmisano · Dario Dentale · Raffaello Leonardo · Carlo Mornati · Gaetano Iannuzzi (t) · Italia · 5:24,01 | Jochen Urban · Sebastian Schulte · Stephan Koltzk · Jan-Martin Bröer · Jan Tebrügge · Ulf Siemes · Thorsten Engelmann · Andreas Penkner · Peter Thiede (t) · Alemania · 5:25,66 |
| Scull individual ligero LM1X   | Vasileios Polymeros · Grecia · 7:17,79 | Zachary Purchase Reino Unido 7:23,10 | Fabrice Moreau Francia 7:23,97 |
| Doble scull ligero LM2X        | Zsolt Hirling · Tamás Varga · Hungría · 6:05,10 | Mads Rasmussen Rasmus Quist Dinamarca 6:05,62 | Paweł Rańda · Robert Sycz · Polonia · 6:07,93 |
| Cuatro scull ligero LM4X       | Gardino Pellolio · Daniele Gilardoni · Luca Moncada · Filippo Mannucci · Italia · 5:44,76                                                                                             | Justin Gevaert · François Libois · Wouter Van der Fraenen · Kristof Dekeyser · Bélgica · 5:46,00                                                                                            | Jeff Bujas · Douglas Vandor · Matt Jensen · Morgan Jarvis · Canadá · 5:47,86 |
| Dos sin timonel ligero LM2-    | Bo Helleberg Thomas Ebert Dinamarca 6:22,59 | Miguel Cerda · Felipe Leal · Chile · 6:23,31 | Salvatore Amitrano · Catello Amarante · Italia · 6:25,63 |
| Cuatro sin timonel ligero LM4- | Franck Solforosi Jérémy Pouge Jean-Christophe Bette Fabien Tilliet Francia 5:47,91 | Tim Harnedy Eugene Coakley Richard Archibald Paul Griffin Irlanda 5:49,26 | Lorenzo Bertini · Salvatore Di Somma · Elia Luini · Bruno Mascarenhas · Italia · 5:49,30                                                                                        |
| Ocho con timonel ligero LM8+   | Jiří Vlček · Daniele Danesin · Michele Savrie · Martino Goretti · Luigi Scala · Nicola Moriconi · Giuseppe Del Gaudio · Fabrizio Gabriele · Gianluca Barattolo (t) · Italia · 5:59,42 | Yusuke Imai Shuya Matsuda Kazuyoshi Okamoto Masayuki Yoshizaki Shimpei Murai Yu Kataoka Takehiro Kubo Tatsuya Mizobe Makoto Nakasaka (t) Japón 6:09,87                                      | — |

### Femenino
| Evento                       | Oro | Plata | Bronce |
| ---------------------------- | --- | --- | --- |
| Scull individual W1X         | Yekaterina Karsten · Bielorrusia · 7:48,35 | Miroslava Knapková · República Checa · 7:51,69 | Michelle Guerette Estados Unidos 7:52,62 |
| Doble scull W2X              | Georgina Evers-Swindell Caroline Evers-Swindell Nueva Zelanda 7:08,03                                                                                 | Rumiana Neikova Miglena Markova Bulgaria 7:10,92 | Amber Bradley Sally Kehoe Australia 7:22,86 |
| Cuatro scull W4X             | Rebecca Romero Sarah Winckless Frances Houghton Katherine Grainger Reino Unido 6:19,59                                                                | Britta Oppelt · Susanne Schmidt · Kathrin Boron · Stephanie Schiller · Alemania · 6:09,93 | Olga Samulenkova · Oxana Dorodnova · Larisa Merk · Irina Fedotova · Rusia · 6:12,19                                                                                                   |
| Dos sin timonel W2-          | Juliette Haigh Nicola Coles Nueva Zelanda 7:43,83 | Sarah Outhwaite Natalie Bale Australia 7:47,57 | Vera Pochitayeva · Valeriya Starodubrovskaya · Rusia · 7:50,07 |
| Cuatro sin timonel W4-       | Robyn Selby Smith Emily Martin Pauline Frasca Kate Hornsey Australia 6:55,56                                                                          | Mandy Emmrich · Wilma Dressel · Kerstin Naumann · Christiane Hölzel · Alemania · 7:03,24 | Natalia Haurylenka · Volha Plashkova · Tatsiana Narelik · Mariya Brel · Bielorrusia · 7:07,96                                                                                         |
| Ocho con timonel W8+         | Sarah Outhwaite Robyn Selby Smith Sonia Mills Kate Hornsey Emily Martin Fleur Chew Pauline Frasca Sarah Heard Elizabeth Patrick (t) Australia 5:58,10 | Enikő Barabás · Georgeta Crăciun · Camelia Lupașcu · Ana Maria Apachiței · Elena Șerban-Pîrvan · Ioana Papuc · Rodica Florea · Simona Mușat-Strimbeschi · Rodica Anghel (t) · Rumania · 5:59,50 | Femke Dekker · Nienke Dekkers · Nienke Hommes · Hurnet Dekkers · Annemarieke van Rumpt · Laura Posthuma · Annemiek de Haan · Helen Tanger · Ester Workel (t) · Países Bajos · 5:59,61 |
| Scull individual ligero LW1X | Marit van Eupen · Países Bajos · 8:07,39 | Bénédicte Dorfman Francia 8:10,53 | Teresa Mas de Xaxars · España · 8:12,71 |
| Doble scull ligero LW2X      | Daniela Reimer · Marie-Louise Dräger · Alemania · 6:48,47                                                                                             | Renee Hykel Julie Nichols Estados Unidos 6:48,77 | Sanna Stén · Minna Nieminen · Finlandia · 6:49,02 |
| Cuatro scull ligero LW4X     | Tracy Cameron · Mara Jones · Elizabeth Urbach · Melanie Kok · Canadá · 6:19,87                                                                        | Kirsten Jepsen Maria Pertl Katrin Olsen Juliane Rasmussen Dinamarca 6:20,69 | Tanya Brady Lorna Norris Hester Goodsell Naomi Hoogesteger Reino Unido 6:22,49 |

## Medallero
| Núm. | País            | Oro | Plata | Bronce | Total |
| ---- | --------------- | --- | ----- | ------ | ----- |
| 1    | Nueva Zelanda   | 4   | 0     | 0      | 4     |
| 2    | Australia       | 3   | 1     | 1      | 5     |
| 3    | Italia          | 2   | 3     | 3      | 8     |
| 4    | Francia         | 2   | 1     | 1      | 4     |
| 4    | Reino Unido     | 2   | 1     | 1      | 4     |
| 6    | Alemania        | 1   | 2     | 3      | 6     |
| 7    | Estados Unidos  | 1   | 2     | 2      | 5     |
| 8    | Dinamarca       | 1   | 2     | 0      | 3     |
| 9    | Países Bajos    | 1   | 1     | 1      | 3     |
| 10   | Eslovenia       | 1   | 1     | 0      | 2     |
| 11   | Canadá          | 1   | 0     | 2      | 3     |
| 12   | Bielorrusia     | 1   | 0     | 1      | 2     |
| 12   | Polonia         | 1   | 0     | 1      | 2     |
| 14   | Grecia          | 1   | 0     | 0      | 1     |
| 14   | Hungría         | 1   | 0     | 0      | 1     |
| 16   | República Checa | 0   | 1     | 1      | 2     |
| 17   | Bélgica         | 0   | 1     | 0      | 1     |
| 17   | Bulgaria        | 0   | 1     | 0      | 1     |
| 17   | Chile           | 0   | 1     | 0      | 1     |
| 17   | Irlanda         | 0   | 1     | 0      | 1     |
| 17   | Japón           | 0   | 1     | 0      | 1     |
| 17   | Noruega         | 0   | 1     | 0      | 1     |
| 17   | Sudáfrica       | 0   | 1     | 0      | 1     |
| 17   | Rumania         | 0   | 1     | 0      | 1     |
| 25   | Rusia           | 0   | 0     | 2      | 2     |
| 26   | España          | 0   | 0     | 1      | 1     |
| 26   | Estonia         | 0   | 0     | 1      | 1     |
| 26   | Finlandia       | 0   | 0     | 1      | 1     |
|      | TOTAL           | 23  | 23    | 22     | 68    |